# Винецишу (Бузау)
Винецишу (рум. Vinețișu) насеље је у Румунији у округу Бузау у општини Нехоју. Oпштина се налази на надморској висини од 618 m.

## Становништво
Према подацима из 2002. године у насељу је живело 206 становника, од којих су сви румунске националности.